# Salix bouffordii
Salix bouffordii är en videväxtart som beskrevs av A.K. Skvortsov. Salix bouffordii ingår i släktet viden, och familjen videväxter. Inga underarter finns listade i Catalogue of Life.